# Veenendaal-Veenendaal Classic 2022
La 35e édition de la Veenendaal-Veenendaal Classic a lieu le 21 mai 2022 autour de Veenendaal aux Pays-Bas (province d'Utrecht) sur une distance de 197,9 km. Elle fait partie du calendrier UCI Europe Tour 2022 en catégorie 1.1. 
Les éditions 2020 et 2021 avaient été annulées en raison de la pandémie de Covid-19.
Elle est remportée par le Néerlandais Dylan Groenewegen qui y signe son quatrième succès.

## Équipes
| Unknown team category |
|                       |

## Classement final
| Pos. | Coureur           | Équipe        | Temps    |
| ---- | ----------------- | ------------- | -------- |
| 1    | Dylan Groenewegen | Bike Exchange | 3h39'17" |
| 2    | Gerben Thijssen   | Intermarché   | m.t.     |
| 3    | Arnaud De Lie     | Lotto Soudal  | m.t.     |
| 4    | Jakub Mareczko    | Alpecin       | m.t.     |
| 5    | Timothy Dupont    | Bingoal       | m.t.     |
| 6    | Sasha Weemaes     | Sport Vl.     | m.t.     |
| 7    | Pierre Barbier    | B&B           | m.t.     |
| 8    | Lionel Taminiaux  | Alpecin       | m.t.     |
| 9    | Arvid de Kleijn   | Human         | m.t.     |
| 10   | Jordi Warlop      | B&B           | m.t.     |

## Classements UCI
La course attribue des points au classement mondial UCI 2022 selon le barème suivant :
| Position           | 1er | 2e | 3e | 4e | 5e | 6e | 7e | 8e | 9e | 10e | 11e | 12e | 13e à 15e | 16e à 25e |
| Classement général | 125 | 85 | 70 | 60 | 50 | 40 | 35 | 30 | 25 | 20  | 15  | 10  | 5         | 3         |